# Haley Bennett
Haley Loraine Keeling (Fort Myers, Florida, 7 de enero de 1988), más conocida como Haley Bennett, es una actriz y cantante estadounidense. Es más conocida por sus papeles en películas como Swallow (2020) Music and Lyrics (2007), The Haunting of Molly Hartley (2008) y Kaboom (2010).

## Biografía
Haley Bennett se trasladó con su madre a Los Ángeles después de terminar la secundaria 'Stow-Munroe Falls High School' para perseguir una carrera temporal, y pronto consiguió el papel de la ídolo del Pop Cora Corman en la película Music and Lyrics que protagonizaban Drew Barrymore y Hugh Grant. Music and Lyrics permitió que Haley demostrara su talento vocal, aunque ella insiste en que su estilo verdadero es diferente al carácter de Cora, lo que queda demostrado en su siguiente álbum dedicado a su exnovio, Marcelo Canelas.
Haley ha escrito canciones y poesía desde los catorce años, y tiene varios libros acumulados con palabras y pensamientos de ella misma. Actualmente está trabajando con la música y compositora, Shaley Scott en su álbum debut. También terminó la película College, una comedia sobre temas adolescentes, cuyo estreno fue en el año 2008.
En 2010 se estrenó The Hole 3D, también conocida como MI3DOS, por ser en 3D, y la protagonizó junto a Chris Massoglia y Nathan Gamble. En el mismo año, protagonizó junto a Thomas Dekker en el film de Gregg Araki, Kaboom.

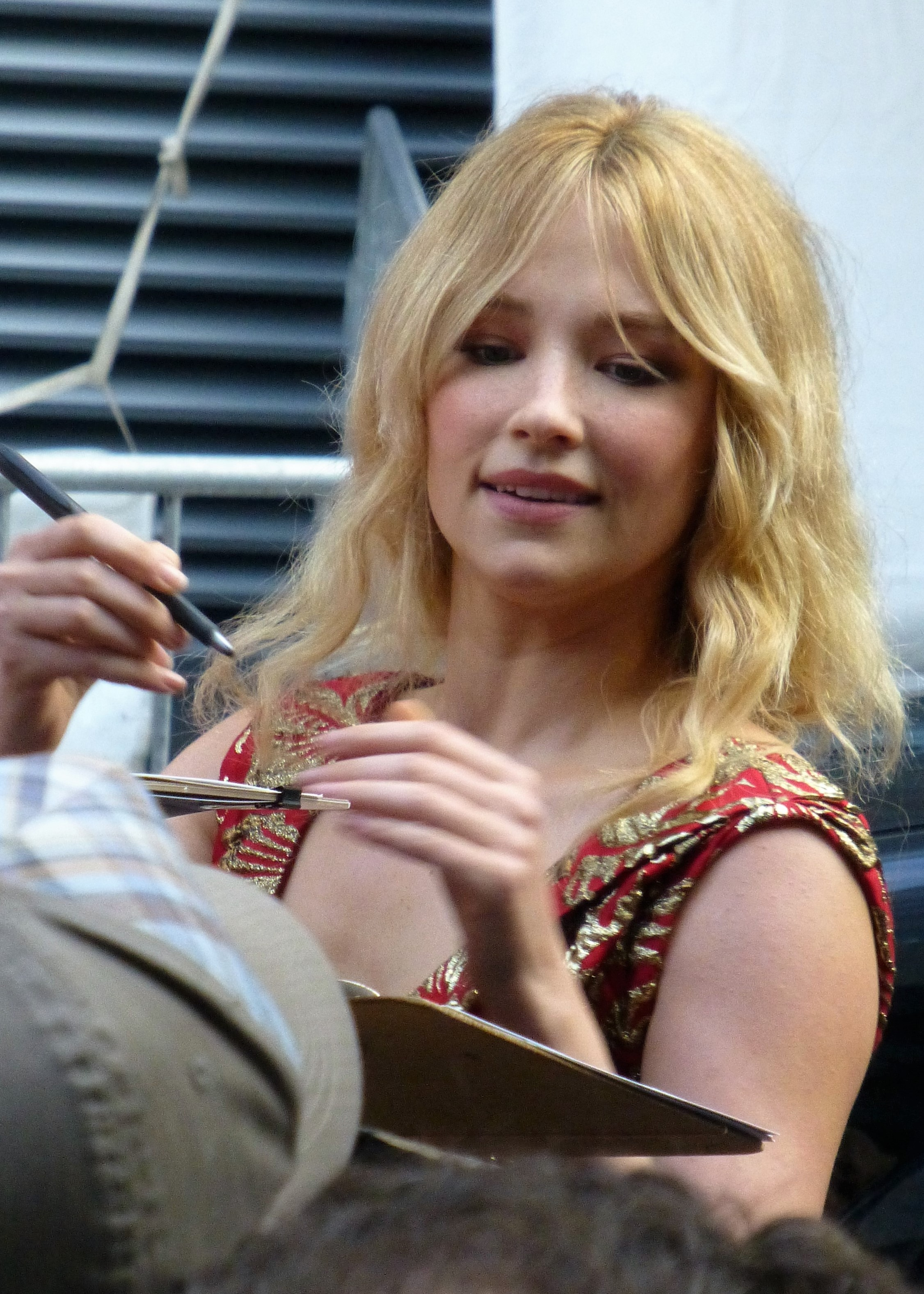
Bennett en 2016

Próximamente protagonizará en la nueva serie de FX, Outlaw Country con Luke Grimes y Mary Steenburgen.
Su actual novio es el director británico Joe Wright (nacido en 1972).
Con anterioridad, Haley había mantenido una relación, entre los años 2008 y 2009, con Rick Malambri (1982), y otra con Zach Cregger (1981), entre los años 2010 y 2015.

## Filmografía
| Año  | Título                        | Rol                             | Notes               |
| ---- | ----------------------------- | ------------------------------- | ------------------- |
| 2007 | Music and Lyrics              | Cora Corman                     |                     |
| 2008 | College                       | Kendall Hartley                 |                     |
| 2008 | The Haunting of Molly Hartley | Molly Hartley                   |                     |
| 2008 | Marley & Me                   | Lisa                            |                     |
| 2009 | Passage                       | Abby                            | Cortometraje        |
| 2009 | The Hole 3D                   | Julie Campbell                  |                     |
| 2010 | Kaboom                        | Stella                          |                     |
| 2010 | Arcadia Lost                  | Charlotte                       |                     |
| 2012 | Outlaw Country                | Annabel Lee                     | Serie de televisión |
| 2013 | Deep Powder                   | Natasha                         |                     |
| 2014 | After the Fall                | Ruby                            |                     |
| 2014 | Kristy                        | Justine                         |                     |
| 2014 | The White City                | Eva                             |                     |
| 2014 | The Equalizer                 | Mandy                           |                     |
| 2015 | Hardcore Henry                | Estelle                         |                     |
| 2016 | A Kind of Murder              | Ellie Briess                    |                     |
| 2016 | Los siete magníficos          | Emma Cullen                     |                     |
| 2016 | The Girl on the Train         | Megan Hipwell                   |                     |
| 2016 | Rules Don't Apply             | Mamie                           |                     |
| 2016 | Thank You for Your Service    | Saskia Schumann                 |                     |
| 2017 | Weightless                    |                                 |                     |
| 2019 | The Red Sea Diving Resort     | Rachel Reiter                   |                     |
| 2019 | Swallow                       | Hunter                          |                     |
| 2020 | The Devil All the Time        | Charlotte Russel                |                     |
| 2020 | Hillbilly Elegy               | Lindsay                         |                     |
| 2021 | Cyrano                        | Roxanne                         |                     |
| 2022 | She Is Love                   | Patricia                        |                     |
| 2022 | Till                          | Carolyn Bryant                  |                     |
| 2024 | Widow Clicquot                | Barbe-Nicole Ponsardin Clicquot |                     |
| 2024 | Borderlands                   | Mama de Lilith                  |                     |